# Dahlia de la Cerda

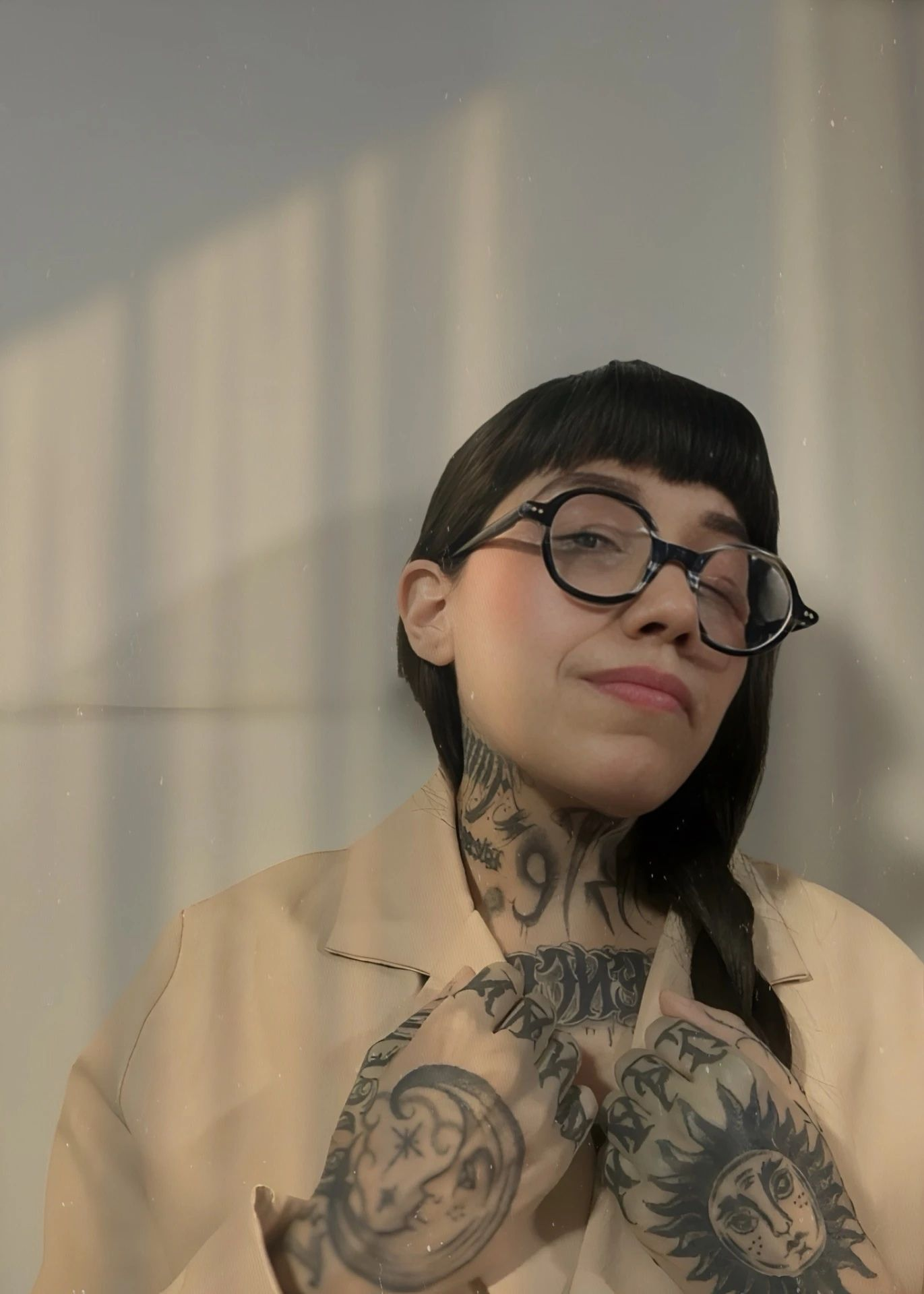
Dahlia de la Cerda (2025)

Dahlia de la Cerda (geb. 1985 in Aguascalientes) ist eine mexikanische Schriftstellerin, Bürgerrechtlerin und Podcasterin. Bekannt wurde sie vor allem durch ihren preisgekrönten Erzählband Perras de reserva, der soziale Ungleichheit und Gewalt gegen Frauen in Mexiko thematisiert. Ihre Werke wurden in mehrere Sprachen übersetzt und standen unter anderem auf der Longlist des International Booker Prize.

## Leben
Dahlia de la Cerda wurde 1985 in Aguascalientes geboren. Sie studierte Philosophie und arbeitete im Laufe der Zeit in unterschiedlichen Tätigkeiten, unter anderem in einem Callcenter, in einer Süßwarenfabrik und als Ghostwriterin. Zeitgleich bewarb sie sich wiederholt um Literaturstipendien, die sie als finanzielle Grundlage zum Schreiben nutzte. In ihrer Jugend war sie Teil einer Subkultur, die sie zum kreativen Ausdruck über die Literatur motivierte. Ein einschneidendes Erlebnis in ihrer Familie – ein Femizid – bestärkte sie zum Schreiben über Gewalt gegen Frauen. Sie blieb in Aguascalientes wohnen, trotz der gängigen Annahme, dass man als literarisch Schaffende in Mexiko-Stadt leben müsse, um erfolgreich zu sein. Gemeinsam mit anderen gründete sie die feministische Organisation Morras Help Morras. Diese unterstützt ungewollt Schwangere bei sicheren Schwangerschaftsabbrüchen und informiert über den Ablauf in Regionen, in denen Abtreibung noch illegal oder nur schwer zugänglich ist. Heute lebt und arbeitet sie weiterhin in Aguascalientes.

## Wirken
De la Cerdas Texte thematisieren Femizide, Abtreibung und marginalisierte Lebenswelten in Mexiko und werden stilistisch für ihren schonungslosen, oft schwarzen Humor gelobt. Kritik entzündete sich an der drastischen Darstellung von Gewalt, die ihrerseits mit Boulevardjournalismus verglichen wurde. Ihre Anhängerinnen betonen dagegen, dass diese explizite Sprache die Härte des Alltags in Mexiko wirklichkeitsnah abbilde. Sie selbst bezeichnet ihr Schreiben als politisch motiviert und schöpft Inspiration aus persönlichen Erfahrungen, die sich in ihren literarischen Figuren widerspiegeln. Kontroversen rund um ihre Person, vor allem in sozialen Netzwerken, führten regelmäßig zu breiter öffentlicher Aufmerksamkeit und steigenden Verkaufszahlen.
Ihren Durchbruch erzielte Dahlia de la Cerda mit dem Erzählband Perras de reserva, der 2019 in einer gekürzten Version und 2022 erweitert bei Sexto Piso erschien. Darin verknüpft sie 13 Kurzgeschichten, die vom gewaltvollen Alltag verschiedener Frauen in Mexiko erzählen. Die Protagonistinnen stehen dabei für unterschiedlichste Lebenswirklichkeiten, von der angehenden Politikergattin bis zur transsexuellen Sexarbeiterin. Das Buch wurde mehrfach ausgezeichnet, unter anderem mit dem Premio Nacional de Cuento Joven Comala. Die englische Übersetzung Reservoir Bitches in der Übersetzung von Julia Sanches und Heather Cleary schaffte es 2025 auf die Longlist des International Booker Prize.
Nach Perras de reserva veröffentlichte Dahlia de la Cerda unter anderem Desde los zulos (2023) sowie Medea me cantó un corrido (2024). In Desde los zulos setzt sie sich in autobiografischen Texten kritisch mit feministischen Diskursen, Rassismus und ihren eigenen politischen Positionen auseinander.